# Ronnie Brewer
Ronnie Brewer (* 20. März 1985 in Portland, Oregon) ist ein ehemaliger US-amerikanischer Basketballspieler, der viele Jahre in der National Basketball Association vorwiegend als Shooting Guard spielte.

## Karriere
Nach drei Jahren auf der University of Arkansas wechselte Brewer 2006 ins Profilager. Er wurde beim NBA-Draft 2006 von den Utah Jazz an 14. Stelle ausgewählt. Trotz limitierter Einsatzzeit überzeugte Brewer in seiner Rookie-Saison und erzielte in 56 Spielen 4,6 Punkte bei 52,8 % Trefferquote in durchschnittlich 12 Minuten pro Spiel. Im Jahr darauf verdrängte Brewer C. J. Miles von der Startaufstellung und startete in allen Spielen der Jazz als Shooting Guard. Dabei erzielte er 12,0 Punkte bei 55,8 % Trefferquote, sowie 1,7 Steals in 27,5 Minuten pro Spiel. Beim NBA Allstar-Weekend 2008 wurde Brewer als Sophomore ins 'Rookie-Sophomore-Game' berufen. Die folgenden Saisons 2008–09 und 2009–10 stand Brewer in allen Spielen für die Jazz in der Startaufstellung. An der Seite von Deron Williams bildete Brewer einen der jüngsten und athletischsten Backcourts der Liga. Sein größter Erfolg mit den Jazz war das Erreichen der 'Western-Conference-Finals' 2007, wo man den San Antonio Spurs unterlag.
Aufgrund stagnierender Leistungen und der Tatsache, dass das Jazz-Management Platz unter dem Salary Cap anstrebten, wurde Brewer 2010 im Austausch für Draftpicks zu den Memphis Grizzlies transferiert. Für Memphis absolvierte Brewer jedoch nur 5 Spiele, ehe er sich verletzte und für den Rest der Saison ausfiel. Im Sommer 2010 wurde Brewer Free Agent, womit er sich einem Team seiner Wahl anschließen konnte.
Am 16. Juli unterzeichnete Brewer einen Vertrag mit den Chicago Bulls. In Chicago traf Brewer auf seine ehemaligen Teamkollegen Carlos Boozer und Kyle Korver, die ebenfalls im Sommer aus Utah verpflichtet werden konnten.
Bei den Bulls kam Brewer in 81 Einsätzen auf 6,2 Punkte, 3,2 Rebounds und 1,3 Steals in 22 Minuten pro Spiel. Mit Chicago erreichte Brewer 2011 die 'Eastern Conference Finals'
Zur Saison 2012/2013 verließ Brewer die Bulls und wechselte zu den New York Knicks. Dort erhielt er einen Vertrag über ein Jahr bis zum Sommer 2013. Am 21. Februar 2013 wurde Brewer von den New York Knicks zu den Oklahoma City Thunder getradet, die daraufhin einen Zweitrundenpick erhalten haben.
Am 28. August 2013 gaben die Houston Rockets bekannt, Brewer unter Vertrag genommen zu haben. Brewer blieb jedoch nur bis Februar 2014 unter Vertrag, ehe er entlassen wurde.
Am 7. April 2014 kehrt Brewer zu den Chicago Bulls zurück. Dort unterschrieb er einen Vertrag für den Rest der Saison 2013/14.
Brewer wurde beim D-League Draft 2015 von den Santa Cruz Warriors ausgewählt und stand seitdem bei diesen, in der NBA-Entwicklungsliga D-League, unter Vertrag.

## Sonstiges
Brewer ist der Sohn von Ron Brewer, einem ehemaligen Profibasketballer, der in den 1980ern in der NBA aktiv war. Ronnie Brewer ist bekannt für seine unorthodoxe Wurftechnik. Diese resultiert aus einem Wasserrutschen-Unfall während seiner Kindheit.